# Frontier: First Encounters
Pour les articles homonymes, voir FFE.
Frontier: First Encounters (FFE) est un jeu vidéo de commerce et de combat spatial sorti en 1995 et fonctionne sur DOS. Édité par GameTek, le jeu a été conçu par David Braben. Il fait partie de la série des Elite, initiée en 1985 par Ian Bell et David Braben. Le jeu devait également sortir sur Amiga 1200 et CD32 mais ces versions n'ont jamais été publiées malgré leur présentation dans de nombreux magazines de l'époque.